# Arsen Kasabijew
Arsen Kasabijew (georgisch არსენ კასაბიევი, russisch Арсен Касабиев; * 15. November 1987 in Zchinwali, Sowjetunion) ist ein polnisch-georgischer Gewichtheber.

## Biografie
Arsen Kasabijew, der der Volksgruppe der Osseten angehört, belegte bei den Olympischen Spielen 2004 in Athen im Mittelschwergewicht den 14. Platz. Vier Jahre später bei den Olympischen Spielen in Peking wurde er im Mittelschwergewicht Vierter. Jedoch wurden dem Olympiasieger Ilja Iljin und dem Bronzemedaillengewinner Chadschimurat Akkajew die Medaillen wegen Dopings im November 2016 aberkannt. Aus diesem Grund rückte Kasabijew auf den zweiten Platz vor und erhielt nachträglich die Silbermedaille.
Aufgrund des Kaukasuskrieg 2008 gab er bekannt fortan nicht mehr Georgien zu starten und zog nach Polen. Dort nahm er im Dezember 2009 die polnische Staatsbürgerschaft an und startete fortan für den polnischen Verband. Er wurde Europameister 2010 und nahm 2012 zum dritten Mal an Olympischen Spielen teil, konnte seinen Wettkampf wegen einer Verletzung jedoch nicht beenden.